# هالوسيامين

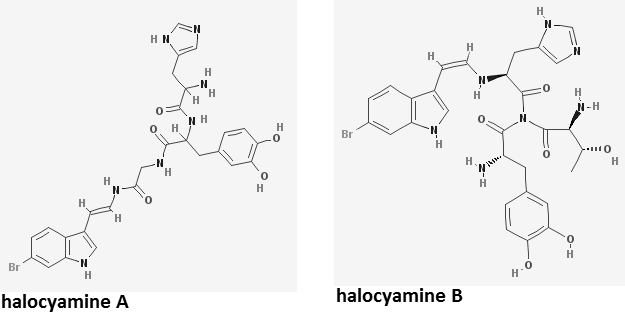
هالوسايامين A وB

هالوسايامينات (بالإنجليزية: Halocyaminess)‏ هي ببتيدات مضادة حيوية، عُزلت من إحدى الكيسيات، والذي يُعرف باسم أناناس البحر [الإنجليزية] (الاسم العلمي: Halocynthia roretzi).